# Terrorist and Disruptive Activities (Prevention) Act de 1985
Lire en ligne

(en) http://www.satp.org/satporgtp/countries/india/document/actandordinances/TADA.HTM

Le Terrorist and Disruptive Activities (Prevention) Act de 1985 (abrégé TAD ou TADA, loi no 28 de 1985) était une loi indienne visant à réprimer le « terrorisme » au Punjab. Elle fut la première loi promulguée par le gouvernement de l'Inde (non-colonial) à proposer une définition juridique du terrorisme. L'Inde britannique avait cependant connu de telles lois.
Amendée en 1987 puis prorogée en 1989, 1991 et 1993, elle fut abrogée en 1995 à la suite de critiques persistantes faisant état de nombreux abus et violations des droits de l'homme . En 2001, furent promulgués le Prevention of Terrorism Ordinance (POTO) suivie l'année suivante du Prevention of Terrorist Activities Act (en) (POTA), lui-même abrogé en 2004; la plupart des dispositions d'exception prévues par POTA ont toutefois été intégrées à la loi sur la prévention des activités illégales de 2004 (Unlawful Activities (Prevention) Act), pérennisant ainsi celles-ci. Toutefois, la longueur des procès devant les juridictions d'exception créées par le TAD ont conduit à des condamnations bien après l'abrogation de la loi par ces mêmes juridictions.

## Dispositions du TAD
Le troisième paragraphe définissait une infraction terroriste comme toute attaque contre les personnes ou les biens, incluant les prises d'otages, visant à impressionner (overawe) le gouvernement, ou à créer la « terreur » ou « à affecter l'harmonie dans le peuple ou entre des sections du peuple » .
Bien que peu de gens furent condamnés sous cette loi (moins de 1 % des inculpés), des milliers de personnes ont été soumis à la détention préventive en vertu du TAD. Celui-ci prévoyait nombre de dérogations à la procédure pénale, acceptant entre autres les preuves obtenues par la police sous la torture ainsi que les accusations faites, lors de la détention policière, contre un coaccusé par un collaborateur de justice.
Une juridiction d'exception fut établie pour juger des crimes qualifiés par le procureur pour tomber sous le TAD.

## Procès
Ces tribunaux eurent notamment à connaître des attentats de Bombay de 1993. En 2006, 100 des 126 inculpés furent jugés coupables, une bonne partie par contumace (dont l'homme d'affaires et gangster Tiger Memon ainsi que le mafieux Dawood Ibrahim, 50e sur la Forbes Magazine's List of The World's Most Powerful People (en) de 2009).
Devender Pal Singh, membre du Front de libération du Khalistan (en) (organisation séparatiste sikh revendiquant la création du Khalistan), fut également condamné à la peine de mort le 13 août 2001 par le tribunal spécial TAD, peine confirmée par la Cour suprême le 22 mars 2002 par deux voix contre une. Pal Singh était accusé de l'attentat à la voiture piégée du 11 septembre 1993 contre le véhicule de l'ex-président du Congrès de la jeunesse indienne, et d'avoir ainsi tué 9 personnes et blessé 31 autres;